# Шерве Киба
Шерве Киба (фр. Cherveix-Cubas) насеље је и општина у југозападној Француској у региону Аквитанија, у департману Дордоња која припада префектури Периже.
По подацима из 2011. године у општини је живело 628 становника, а густина насељености је износила 41,98 становника/km². Општина се простире на површини од 14,96 km². Налази се на средњој надморској висини од 150 метара (максималној 294 m, а минималној 132 m).

## Демографија
| 1962. | 1968. | 1975. | 1982. | 1990. | 1999. | 2011. |
| ----- | ----- | ----- | ----- | ----- | ----- | ----- |
| 628   | 712   | 712   | 665   | 590   | 600   | 628   |

График промене броја становника у току последњих година